# Samenleving

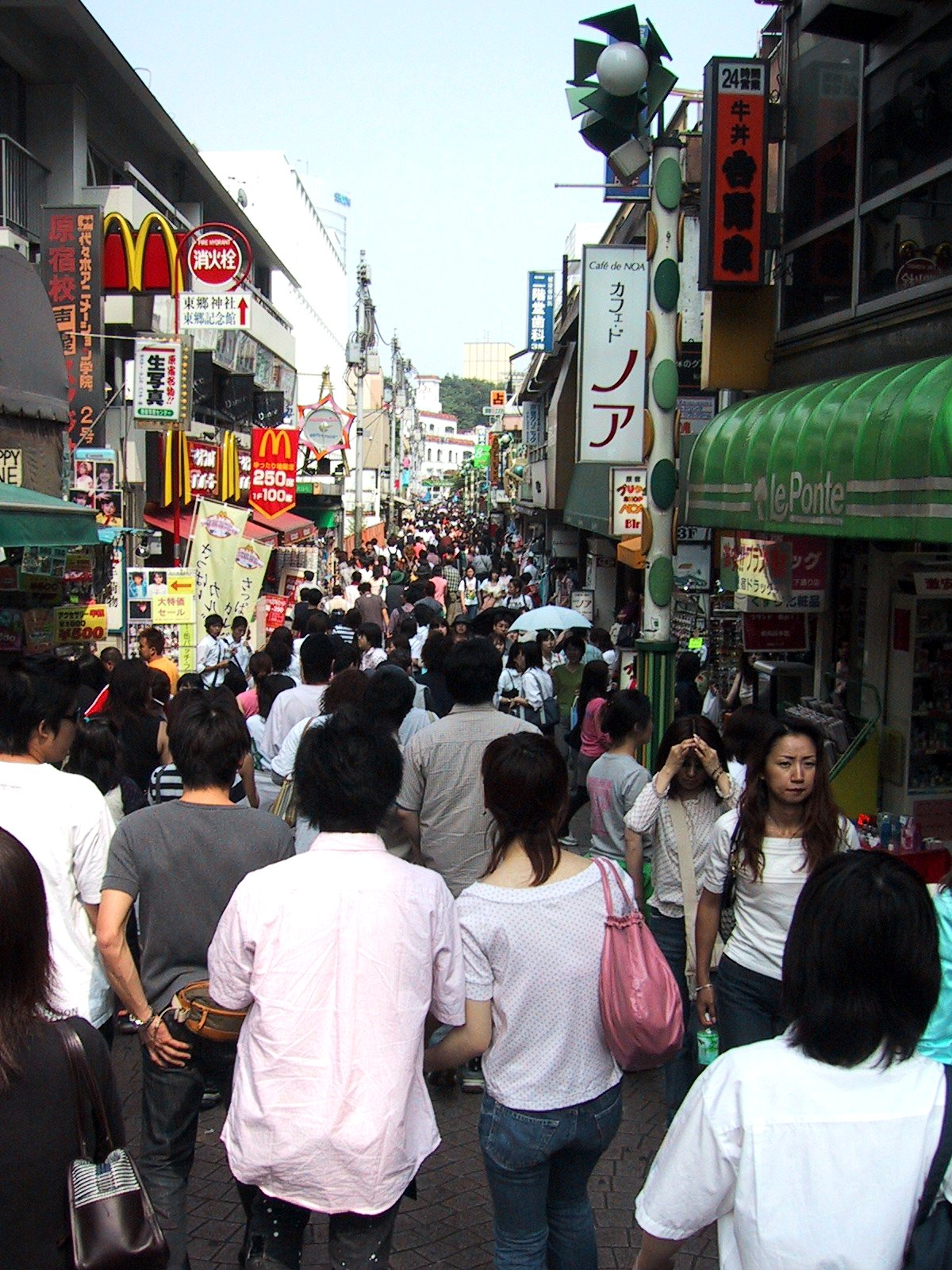
Blik op Takeshita Street in Tokio, Japan.

Een samenleving of gemeenschap is een groep mensen, die samen een half-gesloten systeem vormt, en waarbinnen interactie bestaat tussen de groepsleden.

## Nadere begripsbepaling
Hoewel de mens ook samenleeft met dieren en dingen, staat het netwerk van relaties tussen menselijke individuen centraal. De samenleving is het studieobject par excellence van de sociologie. Afhankelijk van de context kan men de begrippen samenleving en gemeenschap beperken of uitbreiden wat betreft het aantal individuen. Bij een minimum van twee personen kan al sprake zijn van samenleven. Andere voorbeelden op het niveau van het huishouden zijn het gezin en de woongemeenschap. Iets grotere omvang hebben achtereenvolgens de buurt, de woonwijk, het dorp en de stad. 

### Samenleving als maatschappij en als volk
Op het politieke niveau van de staat is 'samenleving' min of meer synoniem aan maatschappij. De term 'samenleving' legt echter meer de nadruk op de onderlinge verhoudingen tussen mensen, en minder op de instituties, dan de term 'maatschappij'.  In cultureel opzicht is 'samenleving' min of meer synoniem aan volk, een groep mensen met een gedeelde geschiedenis.
Men onderscheidt pluriforme en multiculturele samenlevingen.

### Wereldgemeenschap
De term 'wereldgemeenschap' verwijst naar het samenleven op de planeet aarde van alle mensen ter wereld. Zie verder het lemma kosmopolitisme.

## Opvoeding en verdere socialisatie
Het verschil tussen een samenleving en een groep dieren is dat mensen bewust vorm geven aan hun samenleving. Sinds de tijd van de Griekse sofisten is dit een thema: menselijke cultuur versus natuur, nomos (wet) of thesis (instelling) versus physis (natuur). Tijdens de opvoeding en de verdere socialisatie, wordt aan de nieuwe leden van een samenleving duidelijk gemaakt hoe men zich dient te gedragen. Het gaat hierbij om normen, waarden, regels en wetten, die op hun beurt zijn ontstaan met het oog op een zo goed mogelijke, voor alle leden leefbare samenleving. Vrijheid van meningsuiting is een belangrijke voorwaarde voor een leefbare samenleving.

## Ideeën over een ideale samenleving
Door religieuze leiders en filosofen is door de eeuwen heen nagedacht over de ideale samenleving. Soms wordt deze in het verleden gesitueerd - het verloren paradijs, soms ook in de toekomst - "een nieuwe hemel en een nieuwe aarde". 
Een bekende blauwdruk voor een ideale samenleving is Plato's Politeia (Staat), later aangevuld met diens Nomoi (Wetten). In een ideale maatschappij of utopie heersen rechtvaardigheid, vrede en geluk voor alle mensen. De negentiende-eeuwse ideologie van het communisme streeft naar een samenleving zonder economische ongelijkheid, en naar opheffing van de sociale klassen.